# Desmantellament d'una central nuclear

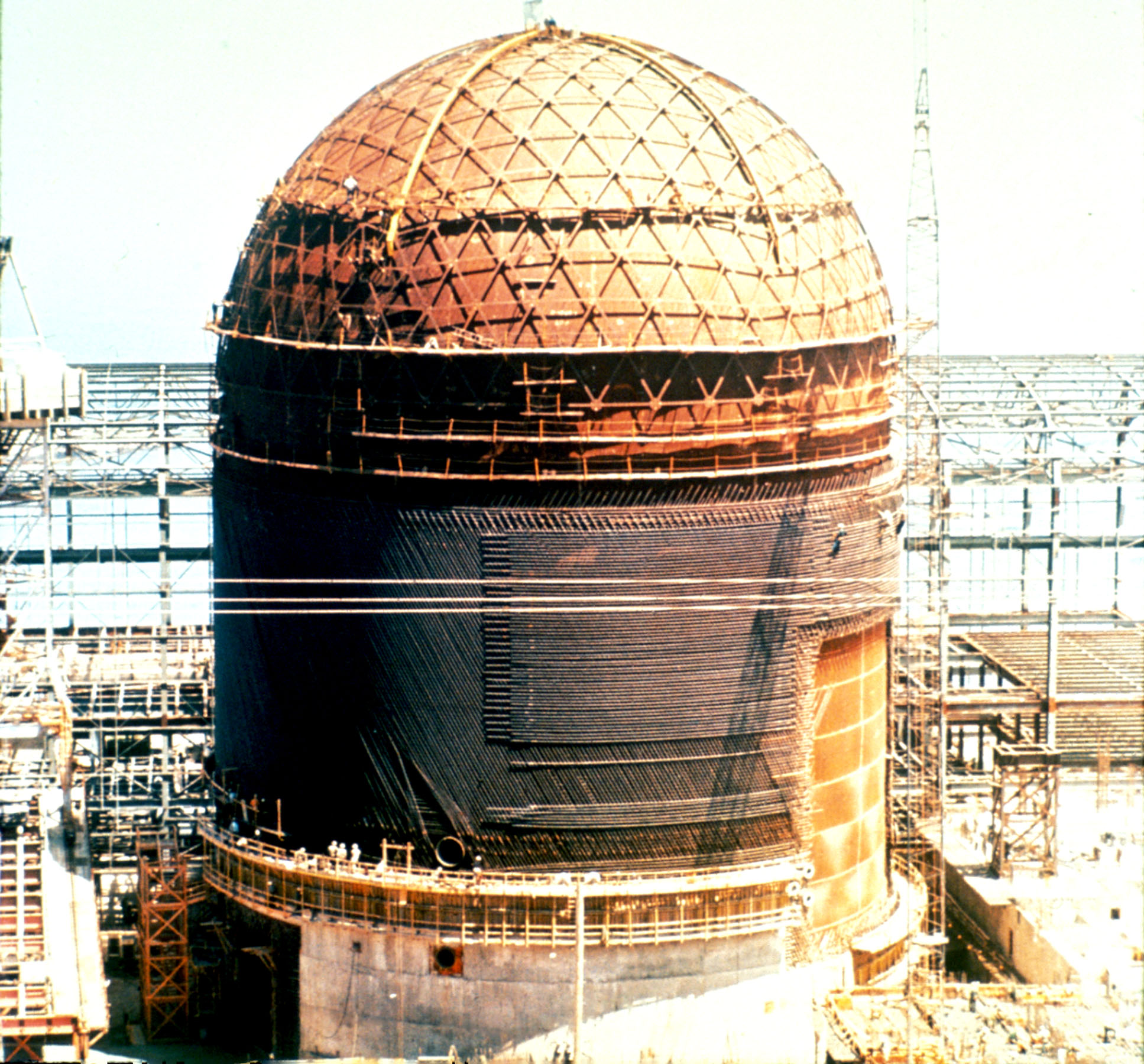
Exemple de desmantellament en procés.

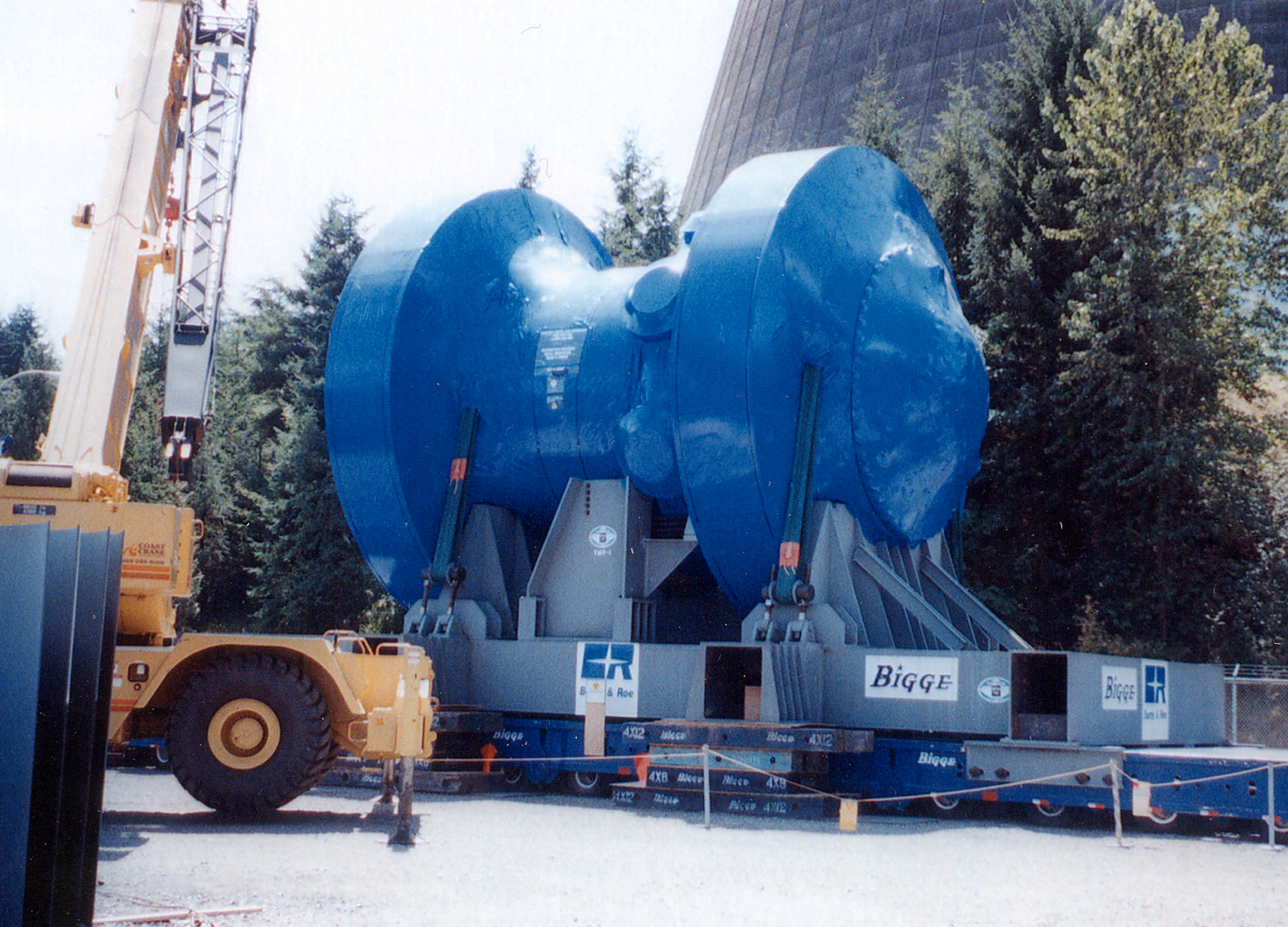
Transport d'un dipòsit sota pressió d'un reactor nuclear.

El procés de desmantellament d'una central nuclear, també anomenat procés de desballestament, és costós i llarg. Si s'observa el funcionament d'una central nuclear, de seguida s'entén que la perillositat de les instal·lacions obliguen a seguir un protocol molt pautat que encareix i allarga el temps d'execució del procés de desmantellament.

## Procés de desmantellament d'una central nuclear
Consta de tres parts, anomenades nivells, que s'han de seguir de forma obligatòria. Cal dir que, tot i que aquests són els passos generals, quan s'ha de desmantellar una central es dissenya un pla específic per a ella.

### Primer nivell
És el pas previ al desmantellament general de la central nuclear i comporta una descontaminació mínima de la zona. Consta de:
- Extracció dels líquids de tots els circuits, podent retornar l'aigua del circuit secundari al riu si no està contaminada.
- Desconnexió dels sistemes per impedir-ne la posada en marxa accidentalment.

Es complementa el nivell amb vigilància física a les instal·lacions i control de l'accés a la zona.

El nivell dura el temps necessari per a la seva execució.

### Segon nivell
El segon nivell consta de la desinstal·lació dels edificis i components dels circuits excloent-hi el reactor nuclear. Consta de les parts següents:
- Descontaminació dels edificis. Els que no poden ser descontaminats han de ser enderrocats. Els que es poden descontaminar amb èxit poden ser utilitzats per a altres usos en finalitzar tots els nivells de desmantellament de la central.
- Hi ha components que no poden ser aprofitats per cap altre ús i s'han de retirar en aquest nivell com són el generador de vapor (lloc on l'aigua escalfada a causa de la fissió nuclear es converteix en vapor d'aigua), el circuit de canonades primari, les turbines de vapor, les bombes del circuit primari i secundari i el condensador (lloc on el vapor d'aigua es refreda i torna a ser aigua líquida).

A més, es fa un blindatge biològic a l'edifici del reactor.

Aquest nivell es complementa amb un temps d'espera de 25 anys, anomenat latència, per tal de reduir la radiació de l'edifici del reactor, que representa el 90% de la radiació que es troba en una central nuclear. Un reactor nuclear pot tardar entre 10 i 100 anys a deixar de ser radioactiu però, com a norma general, s'esperen 25 anys abans de tocar-lo i quan s'ha de desmuntar, es fa amb la màxima seguretat.

### Tercer nivell
Un cop passats els 25 anys es procedeix a la retirada del reactor juntament amb tot el seu blindatge biològic. La perillositat d'aquest nivell fa que s'utilitzin sistemes de control remot per desmuntar-lo. Un cop finalitzat aquest pas, generalment s'enderroquen els edificis i la zona pot ser utilitzada normalment.

## Desmantellament de centrals nuclears a Catalunya
Actualment, la central nuclear de Vandellòs I es troba al segon nivell de desmantellament.